# Good Girl Gone Bad
Good Girl Gone Bad este cel de-al treilea album de studio al cântăreței de origine barbadiană Rihanna. Printre producătorii discului se află Carl Sturken și Evan Rogers, echipa Stargate, dar și Christopher Stewart, persoane care aveau să producă compoziții dansante. La scrierea și producerea acestuia au participat Timbaland și Justin Timberlake. Într-un interviu Rihanna declara: „Îmi doresc să îi fac pe oameni să danseze, dar să fie sentimentali, în același timp [...] Un cântăreț simte altfel fiecare album, iar eu, în acest moment îmi doresc să înregistrez foarte multe cântece dansante.” Albumul a câștigat prima poziție în clasamentele de specialitate din Regatul Unit, Canada, Japonia, Brazilia, Rusia și Irlanda și a obținut treapta secundă în Statele Unite și Australia. Discul a primit recenzii favorabile, iar spre deosebire de înregistrările sale precedente, albumul Good Girl Gone Bad conține un stil muzical apropiat de dance, în defavoarea genului dancehall-reggae abordat în trecut. Acesta are influențe pop, R&B, Rock și dance și este diferit din punct de vedere melodic față de primele două albume ale Rihannei.
Conform declarațiilor date de către cântăreață, titlul reflectă diferența dintre fosta Rihanna și cea nouă. 
Good Girl Gone Bad a primit recenzii pozitive din cartea criticilor, fiind descris ca „un album care urmează tendințele pop ale muzicii din anul 2007, și că toate cele doisprezece piese au potențial de hituri." 
Pentru a promova albumul în Regatul Unit, Rihanna a susținut câteva mini-concerte pe teritoriul Angliei. Ea a cântat cele trei noi melodii în Preston, îar în cadrul premiilor 2007 MTV Movie Awards a interpretat hitul Umbrella
Din pricina succesului pe care l-a înregistrat Good Girl Gone Bad, artista a hotătât să înceapă un turneu de promovare intitulat Good Girl Gone Bad Tour. Acesta este compus dintr-o serie de patruzeci de concerte, susținute în America de Nord și Europa și îi are ca și invitați pe Akon și Ciara. Din punct de vedere al vânzărilor, acest album a avut peste patru milioane de exemplare vândute pe plan mondial.
Rihanna a obținut patru nominalizări în cadrul premiilor Grammy pentru albumul Good Girl Gone Bad. Categoriile sunt: „Înregistrarea anului", „Cea mai bună colaborare Rap/Sung" (pentru Umbrella), „Cea mai bună interpretare a unui grup/duet R&B" (pentru Hate That I Love You) și „Cea mai bună înregistrare dance" (pentru Don't Stop the Music).
Versiunea de lux a discului, intitulată Good Girl Gone Bad: Reloaded, a fost lansată în iunie 2008. Rihanna a promovat trei cântece de pe această versiune: „Take a Bow” — care a devenit un șlagăr internațional — „If I Never See Your Face Again”, un duet cu formația Maroon 5 și „Disturbia”, piesă care a câștigat prima poziție în S.U.A..

## Ordinea pieselor pe disc
Versiunea standard
1. „Umbrella” (împreună cu Jay-Z) — 4:35
2. „Push Up On Me” — 3:15
3. „Don't Stop the Music” — 4:27
4. „Breakin' Dishes” — 3:20
5. „Shut Up and Drive” — 3:33
6. „Hate That I Love You” (împreună cu Ne-Yo) — 3:39
7. „Say It” — 4:10
8. „Sell Me Candy” — 4:25
9. „Lemme Get That” — 3:41
10. „Rehab” (împreună cu Justin Timberlake) — 4:54
11. „Question Existing” — 4:06
12. „Good Girl Gone Bad” — 3:33

Cântece bonus
- „Cry” — 3:55
- „Haunted” — 4:09

Cântece bonus pentru ediția «Reloaded»
1. „Disturbia”  — 3:59
2. „Take a Bow” — 3:49
3. „If I Never See Your Face Again” (împreună cu Maroon 5) — 3:18

## Breakin' Dishes
Breakin' Dishes urma să fie cel de-al patrulea single extras de pe album, dar datorită succesului imens înregistrat de melodia Don't Stop the Music, lansarea oficială a acestuia a fost decalată cu câteva luni. Lansarea a mai fost amânată de două ori, datorită lansării melodiilor Take a Bow și a duetului cu Maroon 5, If I Never See Your Face Again de pe albumul Good Girl Gone Bad: Reloaded. Melodia a reușit totuși să ajungă pe locul 15 în Bulgaria.